# Yarará (película)
 Yarará es una película argentina dirigida por Sebastián Sarquís basada en el cuento de Juan José Saer “El Camino de la Costa” que se estrenó el 24 de junio de 2015.

## Argumento
Un director de cine sale a buscar escenarios para su nueva película. Emprende un viaje hacia el noroeste santafecino zona en la que 45 años antes su padre filmó su ópera prima (Palo y Hueso). El relato de esa excursión y la puesta en escena de su nueva película, confluyen y se entrelazan para construir la trama argumental. Todo se origina como consecuencia de esa visita imprevisible, donde el director encuentra a algunos de los personajes que protagonizaron aquel largometraje, proponiéndoles a su vez, participar del que está elaborando. El hilo narrativo que alimenta la historia se inspira en un breve cuento del mismo autor que suministró el argumento de aquella película y se refiere al conflicto que viven cuatro personajes en la misma zona. La crónica de la búsqueda inicial y el relato de los inesperados acontecimientos posteriores, conducen a un desenlace donde la ficción se mimetiza con la realidad, con su hormigueo impuro y fugaz.    